# 科薩諾韋
48°50′25″N 29°11′42″E / 48.84028°N 29.19500°E
科薩諾韋（烏克蘭語：Косанове），是烏克蘭的村落，位於該國西南部文尼察州，由海辛區負責管轄，始建於1850年，面積1.61平方公里，海拔高度228米，2001年人口523，人口密度每平方公里324.04人。